# Elle (periodico)
Elle è una rivista di moda francese fondata da Pierre Lazareff e Hélène Gordon-Lazareff nel 1945. Si occupa di moda, bellezza, salute e intrattenimento femminile. Il titolo, in francese, significa "Lei".

## Storia editoriale
Il primo numero è uscito il 21 novembre 1945. Fino al 1953, Françoise Giroud mantiene la leadership come redattore e il fotografo Jean Chevalier come direttore artistico. Dal 2006 è la più diffusa rivista di moda al mondo, con 42 edizioni internazionali in oltre 60 paesi, più di 20 milioni di lettori e 180.000 abbonati. Elle conta 16 siti internet in tutto il mondo, che sono visitati da circa 1 milione di visitatori.
Inizialmente lanciato come settimanale, Elle è poi diventato un periodico mensile, distribuito nella pratica versione travel size durante il periodo estivo per renderlo pratico e poco ingombrante.
La rivista ha avuto per capo-redattore Jean-Dominique Bauby, che nel 1995 è stato colpito dalla sindrome locked-in che l'ha spinto a descrivere questa sua strana e tragica esperienza nel libro Lo scafandro e la farfalla, da cui nel 2007 il regista Julian Schnabel ha tratto un film.

## Altre pubblicazioni
- Elle Kids (abbigliamento per bambini)
- Elle Decor (arredamento e idee per la casa)
- Elle Spose (vestiti, location, lune di miele e consigli per l'abbigliamento dei testimoni e dei parenti)
- Elle Luxe
- Elle a tavola (ricette, pubblicata dal 2013 al 2015)[3]
- Elle Extra
- Very Elle shopping

## Elle Italia
Il periodico, presente nella versione italiana dal 1987, risulta essere il primo del Gruppo Hearst a essere pubblicata su base settimanale, sulla scia di quella francese.

## Game of Song Association
A partire dal 2018, la rivista cura una rubrica online chiamata Game of Song Association, spazio in cui coinvolge cantanti famosi e altri personaggi del mondo dello spettacolo, uno diverso per ogni puntata (a meno che non si tratti di gruppi vocali). In tale spazio, le star devono giocare appunto a un gioco di associazione musicale: viene fornita loro una lista di 15 parole e hanno 10 secondi per cantarla o rapparla in un brano a loro scelta. La rubrica ha ottenuto un successo molto ampio, arrivando a coinvolgere personalità estremamente famose come Mariah Carey, Ariana Grande e Alicia Keys. Alcune star hanno partecipato anche una seconda volta al gioco, dovendo tuttavia giocare con 20 parole invece che 15. Negli episodi pubblicati nei periodi delle festività natalizie, i personaggi coinvolti hanno spesso dovuto abbinare ai brani delle parole classicamente utilizzati nei brani natalizi. Durante la pandemia da COVID-19, molti degli episodi sono stati registrati dalle personalità coinvolte nelle loro abitazioni invece che nello studio utilizzato di solito.